# 4-й механизированный корпус (1-го формирования)
4-й механизированный корпус РККА (4мк) — воинское соединение Вооруженных Сил СССР в Великой Отечественной войне. Корпус сформирован в городе Львове и входил в состав 6-й армии Киевского ОВО (с 22 июня 1941 года — Юго-Западного фронта).
4-й механизированный корпус являлся одним из самых оснащённых мехкорпусов в Красной Армии. Он постоянно пополнялся боевой техникой, в том числе новейшей. К 22 июня 1941 года в корпусе было 979 боевых машин, в том числе 414 танков Т-34 и КВ-1.

## Состав
На 21.07.1940:
- 8-я танковая дивизия (полковник П. С. Фотченков)
- 10-я танковая дивизия (генерал-майор С. Я. Огурцов)
- 81-я моторизованная дивизия (полковник П. М. Варыпаев)
- отдельные части:
  - 3-й мотоциклетный полк (полковник И.И. Муров[2])
  - 441-й корпусной артиллерийский полк
  - 445-й корпусной артиллерийский полк
  - 184-й отдельный батальон связи
  - 48-й отдельный мотоинженерный батальон
  - 104-я корпусная авиационная эскадрилья

На 20.02.1941:
- 8-я танковая дивизия (полковник П. С. Фотченков)
- 32-я танковая дивизия (полковник Е. Г. Пушкин)
- 81-я моторизованная дивизия (полковник П. М. Варыпаев)
- отдельные части:
  - 3-й мотоциклетный полк
  - 441-й корпусной артиллерийский полк
  - 445-й корпусной артиллерийский полк
  - 184-й отдельный батальон связи
  - 48-й отдельный мотоинженерный батальон
  - 104-я корпусная авиационная эскадрилья

## Укомплектованность
В целом мехкорпус был хорошо оснащён танками.Начавшая в феврале 1941 года формирование 32-я танковая дивизия имела только 60 % автомобилей, не был сформирован озад (было 4 орудия), артиллерия перевозилась двумя рейсами. Общая укомплектованность корпуса на 10 июня: 28 098 человек, 979 танков (в том числе 414 Т-34 и КВ-1), 175 бронемашин, 134 орудия, 152 миномета, 2854 автомашины, 274 трактора, 1050 мотоциклов.
|                             | КВ-1 | КВ-2 | Т-34 | Т-28  | БТ-7   | БТ-7 арт | БТ-7М | Т-26   | ХТ | Т-37/38 | Т-40 | Всего  | ФАИ | БА -20 | БА-10 | Всего |
| --------------------------- | ---- | ---- | ---- | ----- | ------ | -------- | ----- | ------ | -- | ------- | ---- | ------ | --- | ------ | ----- | ----- |
| Управление                  |      |      |      |       |        |          | 6     |        |    |         |      | 6      |     | 5      | 5     | 10    |
| 8-я танковая дивизия*       | 20/1 | 32/1 | 140  | 78/10 | 27     | 4        |       | 22/2   | 16 |         |      | 339/14 | 5   | 34     | 57    | 96    |
| 32-я танковая дивизия**     | 49   |      | 173  |       | 31     |          |       | 98/35  | 7  |         |      | 358/35 |     | 17     | 28    | 45    |
| 81-я моторизованная дивизия |      |      |      |       | 43/17  |          | 195   |        |    | 28/21   | 10   | 276/38 |     | 25     | 18    | 43    |
| Всего                       | 69/1 | 32/1 | 313  | 78/10 | 101/17 | 4        | 201   | 120/37 | 23 | 28/21   | 10   | 979/87 | 5   | 81     | 108   | 194   |

*Кроме того имелось 50 Т-27
**Кроме того имелось 48 Т-27. На танкетках готовили экипажи для новых танков КВ и Т-34.

## Дислокация
- Управление — Львов;

Дислокация 4-го мехкорпуса в первые дни войны.

- 8-я и 32-я танковые дивизии — пригороды Львова;
- 81-я мотодивизия — Янов (лагеря).

В составе 6-й армии, Киевский ОВО.

## Командование
- генерал-майор танковых войск Потапов, Михаил Иванович (04.06.1940-17.01.1941),
- генерал-майор Власов, Андрей Андреевич (17.01.1941-07.1941).

## Планы использования мехкорпуса по плану прикрытия
4-й мехкорпус входил в район прикрытия № 2. Задачи войск района:
«оборонять госграницу на фронте иск. Крыстынополь, Махнов, Сенява, Радымно, не допустив прорыва противника на нашу территорию. В основу обороны положить упорную оборону Рава-Русского и западной части Струмиловского УР и полевых укреплений, возведенных в приграничной полосе, с использованием всех сил и возможностей для дальнейшего и всестороннего их развития. Всякие попытки противника прорвать оборону немедленно ликвидировать контратаками корпусных и армейских резервов.»
Задачи 4-го мехкорпуса:
«Группировка сил на оборону… 4-й механизированный корпус. Штаб — Якоблики (10 км северо- восточнее Янова).
32-я танковая дивизия в районе Мокротин, Якоблики, иск. Зашкув. Штаб — Поляны.
8-я танковая дивизия в районе Якоблики, фл. ***** Булава, Лозина. Штаб — Травнище.
81-я мотострелковая дивизия в районе иск. Лозина, иск. Янов, Ясниска.
Штаб — Жорниска.

[…] Мотополк 32 тд с одним батальоном средних танков как резерв командира 6 ск в лесу южнее Немирова».
Ещё 4 мехкорпуса стояли в резерве:
«б) в случае прорыва крупных мехсоединений противника на подготовленных рубежах обороны и в противотанковых районах задержать и дезорганизовать его дальнейшее продвижение и концентрическими ударами мехкорпусов совместно с авиацией разгромить противника и ликвидировать прорыв;

в) при благоприятных условиях быть готовым по указанию Главного Командования нанести стремительные удары для разгрома группировок противника, перенесения боевых действий на его территорию и захвата выгодных рубежей».

## Боевые действия
Командующий 6-й армией И. Н. Музыченко ещё 20 июня поднял по тревоге 8-ю танковую и 81-ю моторизованную дивизии, отозвав из лагерей зенитные дивизионы. 32-я танковая дивизия была поднята 2:22 22 июня и двинулась в район Яворовского шоссе.
23 июня корпус стали использовать по частям. Из 32-й тд были взяты два танковых батальона под командованием подполковника Лысенко и один мотострелковый из 81-й мд для короткого удара на Радехов по прорвавшемуся противнику. В 10 часов командир 32-й тд получил приказ о нанесении удара частью сил в районе Великих Мостов. Был выделен усиленный танковый батальон 64-го танкового полка под командованием подполковника Голяса. К вечеру командующий 6-й армией дал приказ 32-й тд на уничтожение прорвавшейся пехоты и 300 танков противника в районе Каменка. По прибытии никакого противника в том районе не оказалось. Только за сутки главные силы 32-й тд, помимо боев, маршами прошли свыше 100 километров.
23 июня бои вел под Радеховом подполковник Лысенко со своими батальонами. Было уничтожено: 18 танков( непонятно откуда так как немецких танков. дивизий там нет), 15 орудий и до взвода мотопехоты противника. Потери составили всего 11 танков.
24 июня из состава корпуса была выведена 8-я танковая дивизия, ей было приказано пополнив запасы сосредоточиться в районе Жолквы, для взаимодействия под Радеховом с 15-м мехкорпусом.
24 июня 81-я мд понесла потери в боях под Яворовом: пропали без вести командир дивизии, начальник штаба, начальник разведотдела и другие члены штаба дивизии.
При движении через Львов 81-й мд из состава войск было убито два человека украинскими националистами, в донесениях о боевых потерях писали «убит классовым врагом».
Прикрывая отход 6-й армии, 4-й механизированный корпус 12 июля оказался в районе города Прилуки Черниговской области для переформирования, в то время как 6-я армия 11 июля вышла к Летичевскому и Новоград-Волынскому УР, что на 340 км западнее Прилук.

## Документы
- Доклад командира 32-й танковой дивизии начальнику Автобронетанкового управления Юго-Западного фронта о боевых действиях дивизии за период с 22 июня по 14 июля 1941 г.
- Доклад командующего войсками Юго-Западного фронта начальнику Генерального штаба Красной Армии от 7 июля 1941 г. о положении механизированных корпусов фронта. ЦАМО РФ. Ф. 229, оп. 3780сс, д. 1, л. 34. Машинописная копия.